# Danijela Jackovich
Danijela Jackovich (n. 4 noiembrie 1994, New Lenox⁠(d), Will County, Illinois, SUA) este o sportivă ce a reprezentat Australia, medaliată olimpică. A participat la o ediție a Jocurilor Olimpice (2024) în care a câștigat o medalie de argint.

## Participări
Lista de mai jos prezintă principalele competiții la care a participat Danijela Jackovich de-a lungul carierei.
- tournoi féminin de water-polo aux Jeux olympiques d'été de 2024[*]